# Hunting Act 2004
La Hunting Act 2004 (en català "Llei de caça de 2004") és una llei del Parlament del Regne Unit que prohibeix la caça de la majoria de mamífers salvatges (sobretot guineus, cérvols, llebres i visons) amb gossos a Anglaterra i Gal·les, subjecte a algunes exempcions estrictament limitades; la Llei no cobreix l'ús de gossos en el procés d'eliminació d'un mamífer salvatge no identificat, ni afecta la drag hunting, on els gossos són entrenats per seguir una olor artificial.
La Llei va entrar en vigor el 18 de febrer de 2005. La persecució de guineus amb gossos, a part de per fer-les sortir per ser afusellades, havia estat prohibida a Escòcia dos anys abans per la Protection of Wild Mammals (Scotland) Act 2002 ("Llei de protecció dels mamífers salvatges (Escòcia) de 2002"). Aquestes restes de caça estan permeses. per la llei d'Irlanda del Nord, on la Llei no s'aplica.

## Història

### Rerefons
Diverses lleis del Regne Unit sobre benestar animal, com la Protection of Animals Act 1911 ("Llei de protecció dels animals de 1911"), la Protection of Badgers Act 1992 ("Llei de protecció dels teixons de 1992") i la Wild Mammals (Protection) Act 1996 ("Llei de protecció de mamífers salvatges de 1996") contenien exempcions específiques per a activitats de caça, evitant així els enjudiciaments d'altres activitats de caça que d'altra manera podrien haver sigut considerades cruels.
S'havien fet molts intents anteriors per prohibir la caça. El 1949 es van presentar dos projectes de llei per prohibir, o restringir, la caça, però un va ser retirat i l'altre va ser tombat en la seva segona lectura a la Cambra dels Comuns. El govern laborista va nomenar un comitè selecte de crueltat cap als animals salvatges, presidit per John Scott-Henderson KC, per investigar totes les formes de caça, i va publicar un informe el 1951. Els opositors a la caça van afirmar que els membres del comitè havien estat escollits per elaborar un informe favorable a la caça. La investigació va informar que "la caça de guineus fa una contribució molt important al control d'aquestes i implica menys crueltat que la majoria dels altres mètodes per controlar-les. Per tant, s'hauria de permetre que continuï". El comitè selecte va ser unànime a l'hora de recomanar no actuar sobre la caça, però va fer propostes sobre l'ús de ceps de ressort.
Dues vegades, el 1969 i el 1975, la Cambra dels Comuns va votar a favor dels projectes de llei per prohibir la caça de llebres, però cap dels dos es va convertir en llei. Kevin McNamara va presentar tres projectes de llei més el 1992 (Wild Mammals (Protection) Bill), per Tony Banks el 1993 (Fox Hunting (Abolition) Bill), i per John McFall el 1995 (Wild Mammals (Protection) Bill) — res d'això va arribar a ser llei.
La Protection of Wild Mammals (Scotland) Act 2002 va fer il·legal perseguir o matar deliberadament mamífers amb gossos l'any 2002. Hi ha una sèrie de diferències entre les dues lleis: la Scottish Act no imposa el límit de dos gossos pel foragitament d'un mamífer en direcció a una arma de foc per disparar-li; pel que fa a foragitar les guineus per sobre del sòl en direcció a les armes de foc per disparar-les, només la Llei escocesa permet que això es faci per protegir els ocells de caça; pel que fa a foragitar les guineus sota terra en direcció a armes per disparar-les, només la Llei escocesa permet que això es faci per protegir el bestiar. La Llei escocesa permet que algú condemnat sigui condemnat fins a sis mesos de presó, aquesta particularitat no existeix a la Llei de caça de 2004.
En el moment d'aquesta llei, la caça de guineus amb gossos "no es practicava o estava àmpliament prohibida" a Bèlgica, Dinamarca, Finlàndia, Alemanya, Noruega, Espanya i Suècia, però era permesa a Austràlia, Canadà, França, Índia, Irlanda, Itàlia, Rússia i els EUA.

### Redacció
Quan el Partit Laborista va arribar al poder el 1997 amb un manifest que deia: "Assegurarem una major protecció de la fauna. Hem defensat noves mesures per promoure el benestar animal, inclosa una votació lliure al Parlament sobre si s'ha de prohibir la caça amb gossos". Un nou projecte de llei de diputats, presentat pel Membre del Parlament Michael Foster, va rebre una segona lectura amb 411 diputats votant a favor, però va fracassar per falta de temps parlamentari. El Burns Report ("Informe de Burns") de l'any 2000 va concloure que les formes de caça de guineus "comprometien seriosament el benestar de la guineu", però (d'acord amb les seves competències) no va treure cap conclusió sobre si la caça s'havia de prohibir o s'havia de continuar. En un debat posterior a la Cambra dels Lords, el president de la investigació, Terence Burns també va declarar que "Naturalment, la gent es pregunta si estàvem donant a entendre que la caça és cruel... La resposta curta a aquesta pregunta és no. No hi havia prou evidència o dades verificables de manera segura per arribar a opinions sobre la crueltat. És una àrea complexa". Després de la investigació de Burns, el Govern va presentar un "projecte de llei d'opcions" que permetia a cada Cambra del Parlament escollir entre una prohibició, la caça amb llicència i l'autoregulació. La Casa dels Comuns va votar a favor d'un projecte de llei de prohibició i la Cambra dels Lords per l'autoregulació. Aleshores es van convocar les eleccions generals de 2001 i es va esgotar el temps parlamentari del projecte de llei.
En el que va descriure com un intent d'elevar els estàndards de benestar animal al mateix temps, i com una alternativa a la legislació específicament dirigida a la caça, Bernard Donoughue va proposar la Wild Mammals (Protection) (Amendment) Bill ("Llei de Mamífers Salvatges (Protecció) (Esmena)". Això hauria fet que "qualsevol persona que intencionadament infligeixi, o causi o provoqui, sofriment innecessari a qualsevol mamífer salvatge serà culpable d'un delicte". Es va presentar un projecte de llei coincident a la Cambra dels Comuns del Regne Unit amb el suport de The Middle Way Group (vegeu més avall). Tots dos projectes de llei no es van convertir en llei ja que van ser bloquejats pels Laboristes que volien una prohibició específica de caça. Grups de benestar animal com la League Against Cruel Sports (en català, "Lliga contra els esports cruels") "van criticar el projecte de llei per dos motius. En primer lloc, es varen oposar a l'exempció del projecte de llei per a les activitats realitzades "d'acord amb un codi de conducta aprovat". En segon lloc, van argumentar que, si una activitat era inherentment cruel, hauria de ser considerada com a tal pel Parlament, en lloc de que els fiscals tinguessin que argumentar i demostrar crueltat en cada cas judicial.
Després d'una sèrie d'audiències d'evidències l'any 2002, el 3 de desembre de 2002, el Ministre d'Estat per Assumptes Rurals del DEFRA Alun Michael va presentar un projecte de llei que hauria permès alguna caça amb llicència. El juliol de 2003, per una majoria de 208 vots lliures, els Comuns van aprovar una esmena proposada per Tony Banks per prohibir completament la caça, però l'octubre de 2003 aquesta va ser rebutjada per la Cambra dels Lords per una majoria de 212.

## Votació, conflicte amb els Lords i assentiment reial
Un projecte de llei idèntic a l'aprovat per la Cambra dels Comuns l'any 2003 va ser reintroduït als Comuns el 9 de setembre de 2004.
El 15 de setembre de 2004, el dia de la votació final (tercera lectura) sobre el projecte de llei, dos manifestants van organitzar la primera invasió de la cambra de la Cambra dels Comuns des de Carles I d'Anglaterra el 1641. Els manifestants van ser retirats ràpidament pels funcionaris del Parlament, però l'incident va portar a una revisió de la seguretat parlamentària, atès que era la segona violació de la seguretat de la cambra en quatre mesos (els activistes de Fathers 4 Justice havien llençat farina morada) als Comuns quatre mesos abans). Simultàniament, una manifestació d'entre 8.000 i 10.000 persones, inclosos els manifestants de la Countryside Alliance, va omplir la plaça del Parlament a l'exterior. Més endavant, John Holliday va escriure al Guardian una peça sobre les seves accions.
El 17 de novembre, en un dels dies de la sessió del Parlament, els Lords van tornar a insistir en les seves esmenes al projecte de llei principal. Als Comuns, l'últim intent del Govern de comprometre el retard fins al 31 de juliol de 2007 només va obtenir el suport de 46 diputats, tot i que el retard fins al 2006 es va inserir en el projecte de llei. Els Lords, que haurien d'haver acceptat les altres esmenes dels Comuns (inclòs el principi de prohibició de caça) i les quotes, van rebutjar la proposta per 153 a 114.
Amb els Lords i els Comuns incapaços d'arribar a un acord a finals de l'any parlamentari, el President de la Cambra dels Comuns, Michael Martin, va invocar les Actes del Parlament de 1911 i 1949, un dispositiu legislatiu d'ús poc freqüent que permet als Comuns anul·lar els Lords quan no es pot arribar a un acord. La Llei de caça va ser només la setena llei des de 1911 que va per promulgada amb aquestes disposicions. La Cambra dels Lords va ser criticada per bloquejar de manera antidemocràtica la legislació; tanmateix, altres diaris i emissores van condemnar l'administració laborista de Tony Blair per cedir al que percebien com a opinions perjudicials dels militants laboristes contra la caça.
La llei va entrar en vigor el 18 de febrer de 2005, tres mesos naturals després de rebre l'autorització reial.

## Caça exempta
La Llei eximeix algunes formes limitades de caça que es creu necessàries. La caça amb gossos està exempta de la Llei si s'inclou dins d'una classe enumerada a l'Annex 1, que pot ser modificada per una Ordre feta pel Secretaria d'Estat de Medi Ambient.
L'annex 1 de la Llei especifica nou modalitats de caça amb gossos que estan exemptes, amb les condicions en cada cas:
1. Assetjar i foragitar
2. Ús de gossos sota terra per protegir els ocells per al tir
3. Rates
4. Conills
5. Recuperació de llebres
6. Falconeria
7. Recaptura de mamífers salvatges
8. Rescat de mamífers salvatges
9. Recerca i observació

La Countryside Alliance ha assenyalat que "La Llei fa una ofensa caçar un ratolí amb un gos però no una rata, podeu caçar legalment un conill però no una llebre. Podeu foragitar una guineu guiant-la cap a les armes amb dos gossos. legalment, però si n'utilitzes tres és una ofensa. Pots foragitar una guineu cap a un ocell rapinyaire amb tants gossos com vulguis."

## Assetjar i foragitar
Tradicionalment, en algunes zones de muntanya, les guineus eren foragitades per canilles per ser afusellades.
L'assetjament i el foragitament estan exempts d'acord amb la Llei, subjectes a cinc condicions:
En primer lloc, l'assetjament o el foragitament té com a finalitat prevenir o reduir els danys greus que el mamífer salvatge causaria d'una altra manera al bestiar, als ocells de caça o salvatges, als aliments per al bestiar, als cultius, al cultiu de fusta, a la pesca, a la altres béns, o a la diversitat biològica; o per obtenir carn per al consum humà o animal; o per participar en una competició de prova de camp en què els gossos foragiten els animals fora dels llocs coberts i/o recuperen els animals que han estat afusellats.
En segon lloc, l'assetjament o el foragitament s'ha de dur a terme en terrenys que pertanyen a la persona que fa l'assetjament o el foragitament o que se li hagi donat permís per utilitzar amb aquesta finalitat.
En tercer lloc, només es poden utilitzar un o dos gossos.
En quart lloc, l'ús d'un gos sota terra està limitat com a la secció següent.
En cinquè lloc, s'han de prendre mesures raonables per assegurar-se que tan aviat com sigui possible després de ser trobat o foragitat, el mamífer salvatge sigui rematat per trets per una persona competent, i que cada gos utilitzat es mantingui sota un control suficient per assegurar-se que no obstrueixi la prevenció o la reducció de danys greus.
A Escòcia encara es permet el foragitament cap a armes de foc segons la Protection of Wild Mammals (Scotland) Act 2002 ("Llei de protecció dels mamífers salvatges (Escòcia) de 2002."). No obstant això, els diputats, en fer lleis per a Anglaterra i Gal·les, van decidir que aquesta activitat provocava un patiment innecessari, sobretot perquè és més difícil controlar un gran nombre de gossos als boscos densos on abans es feia aquesta activitat.
Aquesta exempció va ser reclamada per una canilla de cérvols a la zona d'Exmoor. En una sentència d'apel·lació després de la condemna de dos funcionaris de caça de cérvols, el jutge va dir que aquesta caça realitzada principalment per recreació era il·legal.

### Ús de gossos sota terra per protegir els ocells per al tir
La caça sota terra sovint es feia amb terriers, i la Llei prohibeix la caça amb terriers, a part d'una exempció limitada, descrita pel ministre, Alun Michael, com a existent "per a guardacaças".
L'ús d'un d'aquests gossos està exempt, però només en el curs de l'assetjament o el foragitament, i d'acord amb quatre condicions.
L'activitat s'ha de dur a terme "amb el propòsit d'evitar o reduir danys greus a aus de caça o aus salvatges que una persona està mantenint o preservant amb la finalitat de ser afusellats".
L'assetjador o la persona que fa el foragitament ha de tenir proves escrites de que el terreny en qüestió li pertany, o que se li ha donat permís per utilitzar-lo amb aquesta finalitat, i ha de posar les proves a disposició immediata per a la inspecció d'un agent que demani veure'l.
Només es pot utilitzar un gos sota terra cada vegada.
S'han de prendre mesures raonables per garantir-ho
- tan aviat com sigui possible després de trobar-se, el mamífer salvatge és foragitat de sota terra i és matat per trets per una persona competent
- el gos està sota un control estret
- es preven les lesions del gos; i
- l'ús del gos compleix amb qualsevol codi de pràctiques emès o aprovat per la Secretaria d'Estat.[39]

### Caçant rates o conills
En promulgar la Llei de caça, el parlament va acceptar l'opinió de que la caça de rates i conills és legítima, ja que són plagues. El Parlament no creia que hi hagués cap necessitat d'utilitzar gossos per caçar ratolins, per la qual cosa no va proporcionar aquesta exempció.
La caça de rates i conills només està exempta si es realitza en terrenys que pertanyen al caçador, o als quals l'ocupant o (si està desocupat) un propietari l'ha donat permís per utilitzar-lo.

### Recuperació de llebres
La caça d'una llebre afusellada està exempta si té lloc en terrenys que pertanyen al caçador, o que ha rebut l'autorització per a l'ús.
En una acusació privada en virtut de la Llei presentada pel Fons Internacional per al Benestar Animal (IFAW) que havia observat dos esdeveniments de caça de llebres a pobles propers a Malton el març de 2007 organitzats pel Yorkshire Greyhound Field Trialling Club, el jutge de districte del tribunal de pau de Scarborough va aclarir que el club s'equivocava en creure que perquè els gossos que havien estat fent servir portaven morrió, la pràctica era lícita.

### Falconeria
En fer de la falconeria una forma exempta de caça, la Llei estableix dues condicions.
"Foragitar un mamífer salvatge que està a una zona coberta es caça exempte si es realitza amb el propòsit de permetre que un au de presa caci el mamífer salvatge."
Aquesta activitat s'ha de dur a terme en terrenys que pertanyen al caçador o dels que ha rebut l'autorització per a l'ús.
Moltes caceres tradicionals han comprat ocells rapinyaires i diuen que estan utilitzant gossos per foragitar guineus cap a l'ocell rapinyaire. Molts experts, com el Hawk Board, neguen que cap ocell rapinyaire es pugui utilitzar raonablement al camp britànic per matar una guineu que ha estat foragitada per (i està sent perseguida per) una manada de gossos. Si aquesta visió resulta correcta, és poc probable que aquest ús de gossos sigui lícit.
L'opinió d'experts sobre les limitacions del foragitament de guineus cap als ocells rapinyaires estarà disponible per assessorar els tribunals que considerin aquests casos, quan estiguin litigiats. De moment, la qüestió de què és lícit encara està per determinar.

### Recaptura de mamífers salvatges
Aquesta exempció és per a la caça d'un mamífer salvatge que ha escapat o ha estat alliberat de la captivitat, amb les següents condicions:
L'activitat s'ha de dur a terme en terrenys que pertanyin al caçador, o en terrenys dels que tingui autorització per a l'ús o amb l'autoritat d'un conestable.
S'han de prendre mesures raonables per garantir que el més aviat possible després de trobar-se el mamífer salvatge sigui capturat o matat per una persona competent, i que cada gos utilitzat en la caça es mantingui sota un control estret.
El mamífer salvatge no ha d'haver estat alliberat ni se l'ha d'haver permés escapar amb el propòsit de ser caçat.

### Rescat de mamífer salvatge
La caça d'un mamífer salvatge ferit està exempta, amb les següents condicions:
El caçador ha de creure raonablement que el mamífer salvatge està o pot estar ferit.
La caça ha de ser amb la finalitat d'alleujar el patiment del mamífer salvatge.
No es poden utilitzar més de dos gossos.
No s'ha d'utilitzar un gos sota terra.
L'activitat s'ha de dur a terme en un terreny que pertany al caçador o del que ha rebut l'autorització per a l'ús pel proposit o amb l'autoritat d'un conestable.
S'han de prendre mesures raonables per assegurar-se que, tan aviat com sigui possible, després de trobar el mamífer salvatge, es prenen les mesures adequades (si n'hi ha) per alleujar-ne el patiment, i que cada gos utilitzat en la caça es mantingui sota estret control.
El mamífer salvatge no ha d'haver estat danyat per permetre'l caçar sota aquesta exempció.

### Recerca i observació
L'última forma de caça exempta que preveu la Llei està subjecta a aquestes condicions:
La caça s'ha de dur a terme "amb la finalitat o en relació amb l'observació o l'estudi del mamífer salvatge".
No es poden utilitzar més de dos gossos i cap gos sota terra.
L'activitat s'ha de dur a terme en terrenys que pertanyen al caçador, o del que ha rebut l'autorització per utilitzar-lo amb aquesta finalitat.
Cada gos utilitzat s'ha de mantenir sota un estret control per assegurar-se que no faci mal al mamífer salvatge.

## Impugnacions fallides
Les impugnacions a la Llei que posaven en dubte la legalitat de la Llei del Parlament de 1949 a l'Alt Tribunal i al Tribunal d'Apel·lació van fallar (per exemple "Jackson contra el Fiscal General"). La Cambra dels Lords en la seva capacitat judicial va acordar amb els tribunals inferiors en una sentència dictada l'octubre de 2005.
Es va presentar una sol·licitud de revisió judicial davant l'Alt Tribunal d'Anglaterra i Gal·les que va argumentar que la legislació contra la caça infringeix els drets humans o de propietat individuals protegits en la Convenció Europea de Drets Humans (CEDH) i pel dret comunitari i per motius de la lliure circulació de béns i serveis. La sol·licitud va ser desestimada pel Tribunal Superior el juliol de 2005, el Tribunal d'Apel·lació el juny de 2006 i la Cambra dels Lords el novembre de 2007. Es va declarar inadmissible una sol·licitud al Tribunal Europeu de Drets Humans.

## Sancions i execució
La persona culpable d'un delicte en virtut d'aquesta Llei és objecte d'una condemna sumaria a una multa il·limitada a criteri dels jutges. (Les disposicions de la llei estableixen una sanció que no superi el nivell 5 a l'escala estàndard, però, actualment el nivell 5 no té límit superior).
L'anàlisi publicada l'any 2015 pel grup de pressió a favor de la caça Countryside Alliance de les dades de 2005-2014 del Ministeri de Justícia mostra que 378 persones han estat condemnades per delictes de la Llei de caça durant aquest període, però només 24 dels delinqüents estaven implicats en caceres registrades. Per tant, conclouen que més del 94% dels delinqüents condemnats per la Llei de caça no eren membres de caceres registrades sino que estaven involucrats en la caça furtiva o altres activitats de caça ocasionals. El ministre de Justícia, Crispin Blunt, va dir en una resposta escrita al Parlament el juny de 2011 que "no és possible identificar per separat aquells casos concrets que es van procedir en virtut de la Llei de caça de 2004 relacionats amb caceres reconegudes i regulades pel Council of Hunting Associations" ja que "l'informació estadística" disponible de manera centralitzada no inclou les circumstàncies de cada cas." El 2014, el nombre de condemnes reeixides en virtut de la llei havia augmentat a 430.
Col·lectius de benestar animal com la RSPCA, IFAW i la League Against Cruel Sports vigilen algunes caceres, que creuen que poden estar infringint la llei. Els petits grups locals de monitors de caça, formats per individus privats i independents, també es dediquen a un seguiment regular de la caça.[57] El 2011, la League Against Cruel Sports es va queixar que "En diverses ocasions durant els darrers anys, hem proporcionat el que creiem que eren bones proves a la policia de Devon i Cornwall, però la policia ni tan sols s'ha mogut dels blocs inicials entrevistant als sospitosos. En alguns casos han deixat esgotar el temps i de vegades el Servei de el Crown Prosecution Service (en català, "Servei de Persecució de la Corona", CPS) decideix no prendre cap acció."
Els cossos policials han dit, en diverses ocasions, que l'aplicació de la Llei de caça de 2004, com molts delictes contra la fauna, és una prioritat baixa per a ells, tot i que diuen que faran complir la llei. No obstant això, la Police's UK National Wildlife Crime Unit (en català "Unitat Nacional de Crims contra la Vida Silvestre de la policia del Regne Unit") ha dit que la vigilancia de la caça hauria de ser una prioritat per a les forces d'algunes zones del país, sobretot al sud-oest.

## Casos judicials clau que involucren caces registrades

### Tony Wright (Exmoor Foxhounds): 2006–2009
Tony Wright, caçador dels Exmoor Foxhounds, va ser condemnat per caça il·legal amb gossos al tribunal de magistrats de Barnstaple l'agost de 2006 en una acusació privada per part de la League Against Cruel Sports, però després va ser absolt pel Tribunal Superior en apel·lació. El recurs es va produir a instàncies de la Fiscalia de la Corona que volia determinar si és necessari que l'acusació demostri que qualsevol caça que es realitzava no estava exempta, o que la defensa acredités que n'estava exempta; també per definir què s'entén per "caçar". L'Audiència va decidir que era necessari que la fiscalia acrediti que no s'havien complert les condicions de l'exempció. També va dictaminar que perquè el delicte de "caçar un mamífer salvatge" tingui lloc ha d'haver-hi un mamífer identificable.

### Julian Barnfield (Heythrop Hunt): 2009
Els càrrecs de caça il·legal d'una guineu entre novembre de 2008 i febrer de 2009 presentats contra Julian Barnfield de la Heythrop Hunt pel servei de fiscalia de la Corona van ser retirats el març de 2009 en resposta a la decisió anterior de l'Alt Tribunal en el cas Tony Wright de que "cercar" un mamífer no era caçar i que "la caça només podia ser una activitat 'intencionada'".

### Derek Hopkins i Kevin Allen (Fernie Hunt): 2011
El caçador Derek Hopkins i el terrierman Kevin Allen, empleats del Fernie Hunt de Great Bowden, van ser condemnats per caça il·legal l'octubre de 2011. També van perdre el seu recurs, en part basat en proves de vídeo recollides per la League Against Cruel Sports. Va ser la tercera persecució amb èxit per caça il·legal de guineus utilitzant la Llei de 2004.

## Perspectives

### Partidaris del projecte de llei
- Royal Society for the Prevention of Cruelty to Animals (RSPCA), organització benèfica que opera a Anglaterra i Gal·les que promou el benestar animal[60][61]
- League Against Cruel Sports, una organització benèfica de benestar animal amb seu al Regne Unit que fa campanyes per aturar els esports de sang com la caça de guineus, llebres i cérvols; tir d'ocells de caça; i baralles d'animals[62][61]
- Hunt Saboteurs Association, una organització del Regne Unit que utilitza el sabotatge de caça com a mitjà d'acció directa per aturar la caça de guineus.
- Animal Welfare Party, és un partit polític menor del Regne Unit que fa campanya sobre una plataforma de benestar animal, medi ambient i salut[63]
- Patrick Moore, un astrònom aficionat que va assolir protagonisme en aquest camp com a escriptor, investigador, comentarista de ràdio i presentador de televisió[64]
- Conservatives Against Fox Hunting[65][66][67]
- Els diputats conservadors Caroline Dinenage,[66][67] Tracey Crouch,[66][67] Mike Weatherley,[68][67] Dominic Raab,[66][67] Roger Gale,[66][67] Stuart Andrew,[67] Simon Kirby,[67] Caroline Ansell, Ann Widdecombe[69][70] i Lee Scott[67]
- Brian May, músic, compositor, productor discogràfic, activista pels drets dels animals i astrofísic.[61][71][72]
- Paul McCartney, cantant, compositor i músic[73]
- Ricky Gervais, còmic, actor, escriptor, productor i director[61][73]
- Roger Moore, actor

### Opositors al projecte de llei
- Countryside Alliance[74][64]
- Theresa May, més tard Primera Ministra[75][76][64]
- Clarissa Dickson Wright, cuinera famosa, escriptora, periodista i presentadora de televisió
- Carles III del Regne Unit, més tard, el rei del Regne Unit i els altres 14 regnes de la Commonwealth, suposadament va comentar que "si la caça estava prohibida, també podria deixar el país i passar la resta de la seva vida esquiant"[77]
- Jeremy Irons, actor i activista[78]
- Jeremy Clarkson, periodista i locutor
- Otis Ferry, fill del músic Bryan Ferry
- Roger Waters, baixista a Pink Floyd
- Game and Wildlife Conservation Trust, una organització benèfica britànica que utilitza la ciència per promoure la gestió de la caça i la vida salvatge com a part essencial de la conservació de la natura
- Farmers' Union of Wales, una organització membre, es va formar el 1955 per protegir i promoure els interessos d'aquells que obtenen ingressos de l'agricultura gal·lesa.[70][79]
- The Middle Way Group, un grup de parlamentaris conservadors, laboristes, liberals demòcrates i de Plaid Cymru[80][81]
- Union of Country Sports Workers, un sindicat

### Neutrals
- National Farmers Union, una organització membre/associació industrial per a agricultors d'Anglaterra i Gal·les[82]

## Revisió de la Coalició proposta
L'acord de coalició conservador-demòcrata liberal, acordat pel nou govern després de les eleccions generals de 2010, tenia com a objectiu donar als diputats un vot lliure "per expressar la seva opinió" sobre la derogació de la Llei de caça de 2004 quan el temps parlamentària ho permetés; a finals de 2010, es va pensar que podria ser a "principis de 2012". El primer ministre, David Cameron, va explicar el gener de 2012: "Sempre vaig pensar que la prohibició de caça era una llei força estranya... Crec que hauria d'haver un vot lliure a la Cambra dels Comuns. Crec que els Comuns haurien de decidir-se. El meu problema sempre ha estat que només portava el dret penal a una àrea d'activitat on realment no pertanyia." Tanmateix, el desembre de 2012, Owen Paterson, el secretari de Medi Ambient, va dir que hi havia no hi ha possibilitat immediata de guanyar una votació dels Comuns per tornar a legalitzar la caça i que els partidaris de la caça haurien de fer "més feina" per guanyar-se als diputats escèptics.

## Esmenes conservadores proposades
El govern conservador del 2015 va proposar esmenes "tècniques" a la llei. Aquestes es van ajornar oficialment el 14 de juliol de 2015.
A les eleccions de 2017, Theresa May es va comprometre a celebrar una votació lliure sobre la derogació de la Llei de caça si el Partit Conservador aconseguia la majoria. Aquests plans van ser descartats el gener de 2018.
A les eleccions de 2019, el Partit Conservador va anunciar que no faria cap canvi a la Llei de caça que va fer suggerir que els conservadors ja no s'oposarien a la prohibició de caça.